# Каррикмайнс
Каррикмайнс (англ. Carrickmines; ирл. Carraig Mhaighin, «каменное плато») — пригород в Ирландии, находится в графстве Дун-Лэаре-Ратдаун (провинция Ленстер).
Местная железнодорожная станция была открыта 10 июля 1854 года и закрыта 1 января 1959 года.